# Spannorthütte
Die Spannorthütte ist eine Schutzhütte der Sektion Uto des Schweizer Alpen-Clubs am Fusse des Schlossberges im Schweizer Kanton Uri.

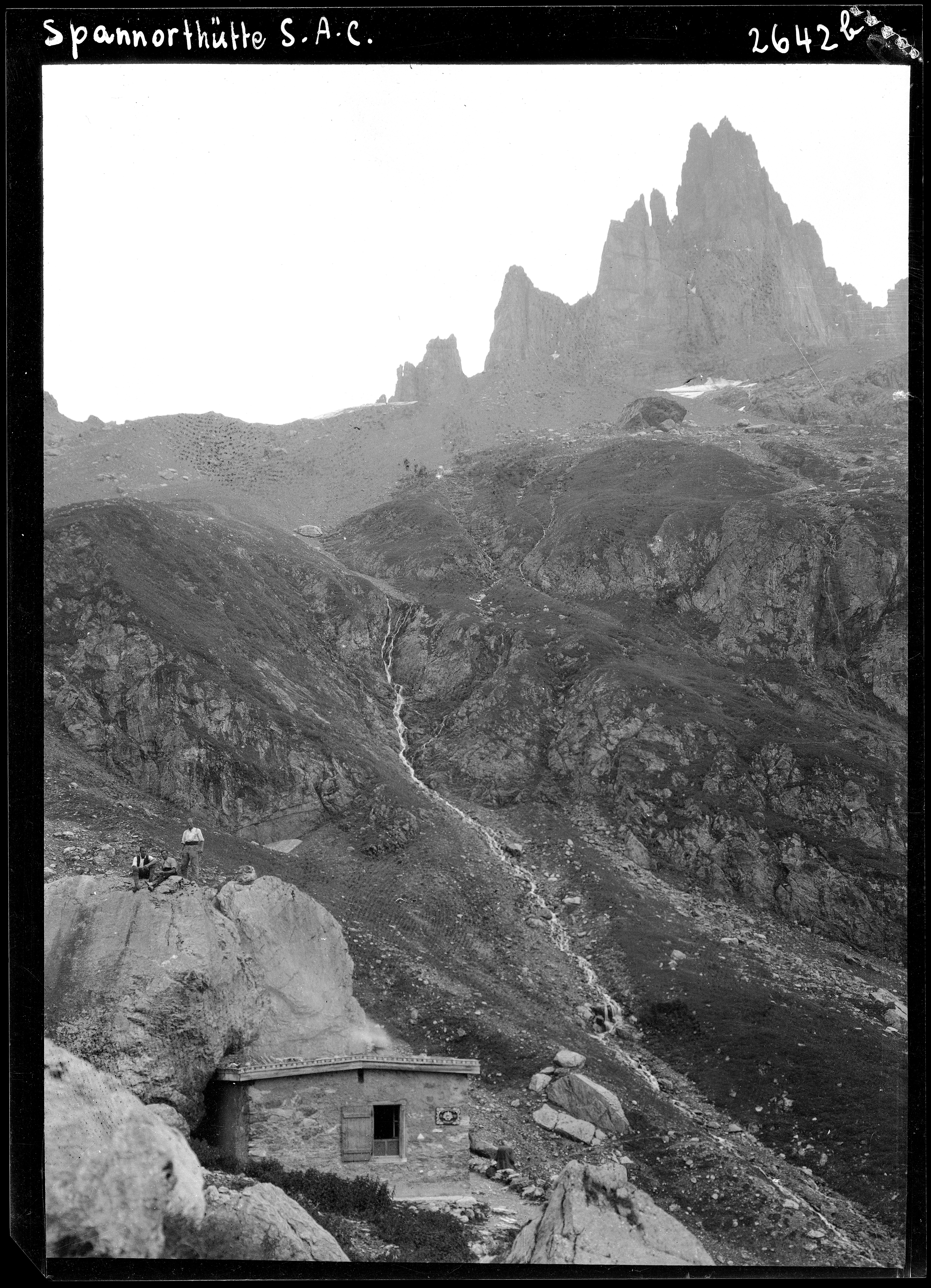
Spannorthütte im Jahr 1925

Die erste Hütte von 1880 wurde 1961 nach den Plänen von Jakob Eschenmoser erweitert. Von 2017 bis 2018 erfolgte ein Umbau.

## Zustieg
- von Engelberg (900 hm, 3:00 h)[3]
- von Brüsti (1320 hm, 6:00 h)[4]

## Tourenmöglichkeiten
Tourenmöglichkeiten:
- Gross Spannort (3198 m)
- Gletscherstöckli (2569 m)
- Krönten (3107 m)
- Zwächten (3080 m)

## Nachbarhütten
Nachbarhütten:
- Kröntenhütte
- Leutschachhütte
- Sewenhütte

## Karten
- swisstopo 1191 Engelberg 1:25.000, ISBN 978-3-302-01191-2[6]
- swisstopo 245 Stans 1:50.000, ISBN 978-3-302-00245-3[7]